# 드래곤 퀘스트 다이의 대모험
드래곤 퀘스트 다이의 대모험(DRAGON QUEST -ダイの大冒険-)은 비디오 게임 시리즈인 드래곤 퀘스트를 기반으로 한 일본의 만화 및 애니메이션 시리즈이다. 대한민국에서는 1996년부터 1997년까지 SBS에서 구작 애니메이션이 방영되었다.
2020년 10월 3일부터 2022년 10월 22일까지 완전 신작화로 방영되었다.

## 줄거리
이 이야기는 다이라고 하는 어린 소년이 그의 양할아버지가 말한 이야기를 기억하는 것으로 시작된다. 마왕 해들러의 패망 이후, 모든 괴물은 그의 사악한 유언에서 풀려났고 평화는 10년동안 다시 한번 전세계를 지배했다. 일부 괴물과 악마는 델무린 섬으로 평화롭게 이동했다. 이 시리즈의 어린 주인공인 다이는 섬에 사는 유일한 인간이다. 브라스와 가장 친한 친구인 고메 괴물과 함께 자란 다이는 영웅이 되는 꿈을 키운다.

## 우리말 녹음 목소리 출연 (2020, 신방영)
- 이명호: 다이
- 석승훈: 포프
- 정주원: 아방
- 최석필: 브라스
- 안장혁: 해들러
- 유해무: 버언
- 이슬: 레오나, 고메
- 권성혁: 바란
- 박고운: 즈루봉
- 장서화: 마조호, 악마의 눈알, 장로, 바르토스, 가루다
- 오민혁: 헤로헤로
- 정의한: 테무진, 가고일 A
- 심승한: 크로코다인
- 홍승효: 가고일 B
- 정유정: 마암
- 정성훈: 자보에라
- 이규창: 프레이자드
- 박민기: 플레임, 버덕
- 한신: 미스터 버언
- 김혜성: 흉켈
- 박주광: 모르그
- 최정윤: 마린
- 이다슬: 에이미
- 정재헌: 킬 버언
- 이경태: 피로로
- 강새봄: 나바라
- 최윤정: 메를르
- 안효민: 제신, 보라혼
- 강호철: 고폴, 가루단디
- 서원석: 라하르트
- 황원종: 블리자드, 아폴로
- 이상호: 데로링
- 최정원: 용수정